# Applied Physics, Inc.
Applied Physics est une société internationale de recherche et de développement scientifique établie à New York et conseillant les entreprises et les administrations sur des sujets liés à la science et à la technologie. Elle possède et exploite l'Advanced Propulsion Laboratory (APL) à Stockholm, en Suède, un laboratoire de recherche aérospatiale spécialisé qui fait progresser le domaine des moteurs à distorsion physique.

## Recherche et publications
En 2021, les scientifiques de l'APL ont fait paraître « Introducing Physical Warp Drives » dans la revue Classical and Quantum Gravity. Cette publication, qui a suscité l'attention du monde entier, établit la première classification générale des espaces de distorsion. Les scientifiques de l'APL ont démontré la manière dont une catégorie de moteurs de distorsion subluminiques peut être construite à partir de principes physiques connus. Avant cette publication, l'étude de la mécanique des champs de distorsion était largement considérée comme non physique (à savoir, impossible) puisqu'aucun matériau connu ne pouvait répondre aux exigences imposées par la théorie de la relativité générale d'Einstein,,,.
En 2022, dans le cadre d'une collaboration avec des scientifiques de l'Université Carnegie Mellon, APL a publié « Searching for Intelligent Life in Gravitational Wave Signals Part I ». Les ondes gravitationnelles ayant une plus grande portée que les autres ondes électromagnétiques, les observatoires gravitationnels tels que LIGO peuvent déjà sonder les 10 11 étoiles de la voie lactée pour détecter les classes de RAMAcraft,.

## Programmes
Le 15 janvier 2022, Sabine Hossenfelder annonce qu'Applied Physics subventionnerait le premier Warp Fund, octroyant 500 000 dollars de subventions de recherche pour le progrès scientifique de la mécanique de distorsion.